# Роос-Базилевская, Елизавета Гертруда Альфредовна
Елизавета Гертруда Альфредовна Роос-Базилевская (эст. Jelizaveta Roos-Bazilevskaja, 13 мая 1902, Москва―31 мая 1951, Вёльмарсхаузен, Германия) ― русская поэтесса, переводчица, литературный критик.

## Биография
Родилась в Москве в семье уроженцев Эстонии шведско-немецко-эстонского происхождения. Отец ― Альфред Карл Роос, мать ― Женни Аврора Роос, урождённая Ауг. Сестра ― поэтесса Мета Роос (1904—1989).
Елизавета училась в харьковской женской гимназии (1912—1919), затем вместе с семьёй переехала в Эстонию, где работала учительницей. С сентября 1922 года вольнослушательница юридического факультета Тартуского университета, в 1924 году сдала экстерном выпускные экзамены в Первом Таллиннском реальном училище. Тогда же поступила на философский факультет Тартуского университета, специализировалась по славянской и русской филологии, защитила диссертацию на степень магистра по творчеству Анны Ахматовой.
Окончив в 1930 году университет, преподавала в таллиннской школе иностранные языки.
В 1930 году вышла замуж за поэта, активиста Общества русских студентов, Ивана Викторовича Базилевского (литературный псевдоним Иван Варваци), попавшего в Эстонию с армией Н. Н. Юденича. В 1935 году семья Базилевских поселилась в Харьюском уезде, где Елизавета преподавала в школе немецкий язык, а Иван работал лесным объездчиком.
После заключения в августе 1939 года пакта Молотова — Риббентропа белоэмигрантам оставаться в Эстонии было опасно.
В 1939 году Базилевские обращаются в немецкое посольство с просьбой о политическом убежище, им определяют местожительство в отошедший к немцам Познанский округ. Там Базилевского в качестве военного переводчика забирают в армию, до 1943 года он в действующей армии на Украине, затем его, как гражданина Эстонии, отправляют в Эстонский легион. В 1944 году унтерштурмфюрер Базилевский воюет в 20-й эстонской дивизии СС. Получив ранение, отправляется в рижский госпиталь, но пароход, на котором он был, потопила советская авиация. Базилевского подобрали в море. Елизавету он разыскал в конце 1945 года в Западной Германии у своей сестры в деревушке Вёльмарсхаузен близ Гёттингена. Они поселились в Гёттингене. Иван Викторович стал мастерить по дереву, изготавливать куклы для детского театра. В январе 1951 года Базилевский уехал к знакомым в Швецию. Елизавета осталась одна. Базилевский умер в пригороде Стокгольма в 1989 году.
Елизавета, страдая депрессией, в мае 1951 года покончила с собой.

## Творчество
Вот и лес. Прохлада и покой. 

Тишина, как в монастырской келье.

Папоротник лапой вырезной

Мне кивает под корявой елью. 
 

По холмам ворчит лениво гром. 

Реет ястреб плавными кругами. 

Ни души. И остро пахнет мхом, 

Свежестью смолистой и грибами. 
 

Так бы никогда и не ушел

Из лесного ласкового плена, 

До того легко и хорошо

Пред черникой преклонять колена.
Участница эстонского «Цеха поэтов», где общалась с Юрием Иваском, Дмитрием Масловым, Борисом Вильде, Борисом Нарциссовым, Борисом Тагго-Новосадовым, Н. Рудниковой, А. Чернявским-Черниговским, Марией Карамзиной, ревельского русского литературного кружка.
Стихи с 1928 года публиковались в таллиннском ежегоднике «Новь», там же вышли рецензии на книги В. Вулича, Р. Блох, С. Прегель, А. Штейгера. Сотрудничала с «Вестями дня», «Таллиннским русским голосом», «Последними известиями» (Юрьев). Переводила стихи эстонской поэтессы Марии Ундер. Единственный сборник стихов «Домик у леса» вышел в Таллине (1936).
Профессор Тартуского университета С. Г. Исаков говорит о Елизавете Роос-Базилевской

Одна из бед русских в Эстонии, в том числе русской интеллигенции, — это разрыв с культурным прошлым. Все-таки прошлое — это тот фундамент, на котором может вырасти здоровое настоящее. Когда нам начинает казаться, что прошлое неинтересно, мы совершаем большую ошибку. Поэтому изучение даже не очень крупных, но по-своему интересных авторов, таких, как Елизавета Роос-Базилевская, — очень важно. Нельзя сказать, что это великий классик литературы, но как поэтесса она занимает определенное место в нашем прошлом — и мы о ней почти ничего не знали. В своё время опубликованы были всего три десятка её стихотворений. В обнаруженных мной трех объемистых тетрадях я нашел 179 стихов, среди них есть, с моей точки зрения, очень хорошие…
— .
Некоторые стихи Елизаветы Роос-Базилевской ныне публикуются. Так, часто включается в различные сборники и хрестоматии о природе её стихотворение «Лес».